# 杨无咎 (清朝)
杨无咎（1639年—1724年），字震百，一作震伯，号易亭，江苏吴县人。
父杨廷枢於清朝顺治初年殉难。生於崇祯九年，與朱柏廬、徐枋被誉为“吴中三高士”。
卒于清世宗雍正二年，年八十九岁。
著有《谭经录》、《三易卦位图说》等。